# Morcilla blanca

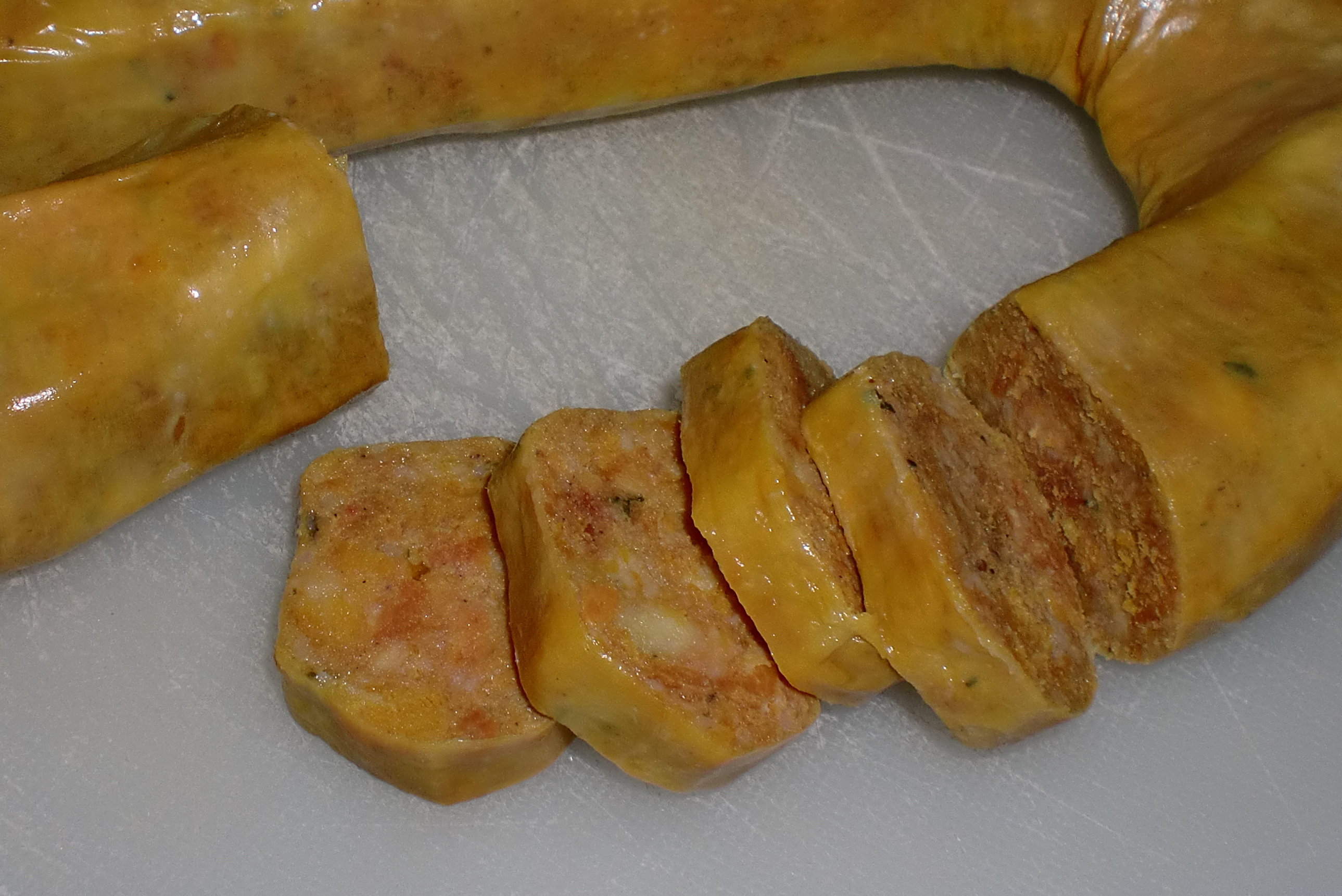
Morcilla blanca de Jaén mostrando sus 'rodajas'.

La morcilla blanca es un embutido elaborado con carne de cerdo picada, panceta, huevos y especias. A pesar de denominarse morcilla no suele contener sangre y esta ausencia le confiere un color más claro. Técnicamente se trata de una salchicha escaldada.

## Características
Se trata de un embutido que contiene diversas partes magras de la carne de cerdo. En algunas localidades se cocinan los despojos como puede ser el hígado, los riñones y diversos elementos de la cabeza del cerdo (como la lengua). Esta carne suele mezclarse con pan blanco y leche fresca. La masa se completa con huevo, nuez moscada y pimienta. Todo ello se embute en tripa de cerdo y tras ello se escalda durante un cuarto de hora (al igual que las morcillas, de ahí su nombre). Algunas morcillas blancas se aliñan con azafrán lo que les confiere un color amarillo.